# Kuro-obi
Kuro-obi è un film del 2007 diretto da Shunichi Nagasaki.
La pellicola è incentrata sul karate.

## Trama
Nel Periodo Shōwa, nello stato fantoccio di Manciukuò, la polizia militare governa senza il minimo controllo politico.
Un giorno la polizia militare giunge, con un ordine di confisca, alla scuola di karate Shibahara, dove si allenano il M. Shibahara ed i suoi tre allievi Choei, Taikan e Giryu. 
Nel tentativo di risolvere la questione senza scontri, Choei viene ferito al braccio da un colpo di spada del Capitano Tanihara che viene dunque sfidato da Taikan; quest'ultimo sconfigge senza problemi alcuni sottoposti ma, per decisione del maestro Shibahara, viene sostituito nel duello con Tanihara da Giryu, che sconfigge il suo avversario senza sferrare colpi, ovvero senza sferrare né calci e né pugni, ma solamente usando le parate di karate; tali parate mosse agli arti rendono incapacitato Tanihara a proseguire il combattimento, umiliandolo.
Poco tempo dopo il maestro Shibahara muore, lasciando il compito a Choei di designare il suo successore, affidandogli la Kuro-Obi: la cintura nera simbolo del dojo.
La storia prosegue con le vicende dei tre allievi:
- Taikan, assunto come istruttore di Karate shotokan per le matricole dell'esercito, si dimenticherà degli insegnamenti del suo maestro ed aiuterà, grazie alla sua straordinaria forza, il comandante Goda a prendere possesso di tutte le scuole di karate dello Stato che, nel progetto di Goda, dovrebbero in buona parte essere trasformate in bordelli.
- Giryu vierrà sfidato dai figli di Tanihara e, in preda ai rimorsi per aver umiliato e spinto al suicidio quest'ultimo, si lascerà sconfiggere e verrà dato per morto. Verrà in realtà raccolto da una famiglia di contadini che lo cureranno e lo ospiteranno in casa loro. Dopo il rapimento della figlia maggiore Hana, come risarcimento dei debiti di gioco del padre, partirà insieme al fratello minore di questa, Kenta, per cercare di salvarla.
- Choei, reso inabile al combattimento dalla ferita al braccio, seguirà Taikan come semplice spettatore del suo cammino verso la corruzione morale.

Il finale vede contrapporsi Taikan, resosi conto di aver abbandonato la via indicatagli da Shibahara, e Giryu in un duello che decreterà il legittimo proprietario della Kuro-Obi.

## Caratteristiche
Il film si discosta molto dai film di arti marziali appartenenti o ispirati dal filone del cinema cinese.
Il coreografo Nishi Fuyuhiko lascia da parte le acrobazie tipiche del wuxia e utilizza per le scene di combattimento uno stile di karate semplice e basilare, in cui la spettacolarizzazione è ricercata nel tempismo, nella distanza e nella velocità di esecuzione delle tecniche.
La volontà di ricreare sullo schermo la vera tecnica ed il vero spirito del karate si ritrova anche nella scelta del cast: tra gli attori protagonisti Akihito Yagi (5°DAN) è istruttore nell'International Meibukan Goju Ryu Karate, Tatsuya Naka (6°DAN) è istruttore nella sede generale della Associazione di Karate del Giappone (JKA) e Yuji Suzuki, pur essendo un attore di professione, è 1°DAN.